# Liste der Baudenkmale in Damshagen
In der Liste der Baudenkmale in Damshagen sind alle denkmalgeschützten Bauten der mecklenburgischen Gemeinde Damshagen und ihrer Ortsteile aufgelistet. Grundlage ist die Veröffentlichung der Denkmalliste des Kreises Nordwestmecklenburg mit dem Stand vom 16. September 2020.

## Legende
In den Spalten befinden sich folgende Informationen:
- ID-Nr: Die Nummer wird von den Denkmalämtern der Landkreise vergeben. Wenn sie nicht bekannt ist, bleibt die Spalte leer. In dieser Spalte kann sich zusätzlich das Wort Wikidata befinden, der entsprechende Link führt zu Angaben zu diesem Denkmal bei Wikidata.
- Lage: die Adresse des Denkmales und die geographischen Koordinaten.
Link zu einem Kartenansichtstool, um Koordinaten zu setzen. In der Kartenansicht sind Denkmale ohne Koordinaten mit einem roten bzw. orangen Marker dargestellt und können in der Karte gesetzt werden. Denkmale ohne Bild sind mit einem blauen bzw. roten Marker gekennzeichnet, Denkmale mit Bild mit einem grünen bzw. orangen Marker.
- Bezeichnung: Bezeichnung, so wie sie in den offiziellen Listen der Denkmalämter steht. Ein Link hinter der Bezeichnung führt zum Wikipedia-Artikel über das Denkmal. Wenn die Bezeichnung der Denkmalämter inhaltlich fehlerhaft ist, ist in der Spalte „Beschreibung“ darauf hinzuweisen.
- Beschreibung: Beschreibung des Denkmales
- Bild: ein Bild des Denkmales und gegebenenfalls einen Link zu weiteren Fotos des Denkmals im Medienarchiv Wikimedia Commons

## Baudenkmale nach Ortsteilen

### Damshagen
| ID  | Lage                     | Bezeichnung | Beschreibung | Bild           |
| --- | ------------------------ | --- | ------------ | -------------- |
| 180 | Klützer Straße 6 (Karte) | Wohnhaus |              |                |
| 181 | Klützer Straße 8 (Karte) | Pfarrhof mit Pfarrhaus, Scheune und Eiskeller                                                                      |              |                |
| 182 | (Karte)                  | Kirche |              | Weitere Bilder |
| 183 | Waldstraße (Karte)       | Gutsanlage mit Gutshaus (Nr. 10), Stall (Nr. 7), Tagelöhnerkaten (Nr. 8), Wohnhaus (Nr. 3) und Transformatorenhaus |              | Weitere Bilder |
| 184 | (Karte)                  | Friedhof mit Grabstein von 1699 und Trockenmauer                                                                   |              |                |

### Hof Gutow
| ID  | Lage    | Bezeichnung               | Beschreibung | Bild |
| --- | ------- | ------------------------- | ------------ | ---- |
| 696 | (Karte) | Bauernhaus „Gutower Hufe“ |              |      |

### Kussow
| ID  | Lage | Bezeichnung | Beschreibung | Bild |
| --- | ---- | ----------- | ------------ | ---- |
| 863 |      | Scheune     |              |      |

### Pohnstorf
| ID  | Lage             | Bezeichnung                                           | Beschreibung | Bild |
| --- | ---------------- | ----------------------------------------------------- | ------------ | ---- |
| 940 | Am langen Lenz 1 | Bauernhof mit Bauernhaus, Scheune, Stall und Backhaus |              |      |

### Rolofshagen
| ID   | Lage | Bezeichnung         | Beschreibung | Bild |
| ---- | ---- | ------------------- | ------------ | ---- |
| 1216 |      | Transformatorenhaus |              |      |

### Stellshagen
| ID   | Lage                   | Bezeichnung                  | Beschreibung                                                    | Bild                         |
| ---- | ---------------------- | ---------------------------- | --------------------------------------------------------------- | ---------------------------- |
| 1384 | Lindenstraße 1 (Karte) | Gutshaus mit Park und Garage | Sanierter, 2-gesch., 6-achs. Klinkerbau von 1924 mit Dachreiter | Gutshaus mit Park und Garage |
| 1385 | Dorfstraße             | Transformatorenhaus          |                                                                 |                              |

### Welzin
| ID | Lage                 | Bezeichnung                | Beschreibung | Bild                       |
| -- | -------------------- | -------------------------- | ------------ | -------------------------- |
|    | Dorfstraße 2 (Karte) | Kriegsdenkmal 1. Weltkrieg |              | Kriegsdenkmal 1. Weltkrieg |

## Ehemalige Denkmale

### Pohnstorf
| ID  | Lage        | Bezeichnung                                 | Beschreibung | Bild |
| --- | ----------- | ------------------------------------------- | ------------ | ---- |
| 941 | Löökenbag 1 | Hallenhaus mit Nebengebäude und Einfriedung |              |      |

### Stellshagen
| ID   | Lage                 | Bezeichnung            | Beschreibung | Bild |
| ---- | -------------------- | ---------------------- | ------------ | ---- |
| 1384 | Dorfstraße 4 (Karte) | ehem. Schnitterkaserne |              |      |

## Quelle
Denkmalliste des Landkreises Nordwestmecklenburg (Stand: 9. November 2023; PDF, 1,2 MByte)